# Mitスーパータイム
『mitスーパータイム』（ミットスーパータイム）は、岩手めんこいテレビ開局時から放送されていた夕方の岩手県向けローカルワイドニュース番組（『FNNスーパータイム』の岩手県ローカル扱い）。

## 詳細
岩手めんこいテレビの開局にともない、1991年4月1日に放送を開始した。前半では東京からの全国ニュースを、後半では岩手からの県内ニュースを放送した。金曜日には、JR東日本のタイアップコーナー「ウィークエンドTYO」を立ち上げ、岩手県内では初めて報道番組にもパブリシティを持ち込んだ。
サービス放送期間中は紙焼きテロップで『スーパータイム』とタイトル出しし、フジテレビのものをそのまま放送した。
後番組は『mitザ・ヒューマン』。

## ニュースキャスター
- 小原忍
- 落合昭彦
- 野崎一裕
- 石川佳子

## 主なコーナー
- ウィークエンドTYO

## 放送時間
- 平日 18:00 - 19:00
- 土曜日 18:00 - 18:30
- 日曜日 17:30 - 18:00